# Либерти-Плейс
Ли́берти-Пле́йс (англ. Liberty Place) — небольшая односторонняя улица в Нижнем Манхэттене.
Либерти-Плейс проходит через Финансовый округ. Улица берёт начало от улицы Мейден-Лейн, заканчиваясь на пересечении с Либерти-стрит:70.
Своё название улица получила по улице Либерти-стрит, которая, в свою очередь была названа в честь освобождения американских колоний от британского владычества. Она появилась ещё в конце XVII века и изначально называлась Литл-Грин-стрит (англ. Little Green Street):70 или, по другим данным, Грин-стрит:1062.
На улице находится бывшее здание торговой палаты штата Нью-Йорк в стиле бозар 1901-02 годов постройки. Одним из своих фасадов на Либерти-Плейс выходит 33-этажное неоготическое жилое здание Либерти-Тауэр 1909-10 годов постройки.
Ближайшей к Либерти-Плейс станцией метро является Фултон-стрит (2, 3, 4, 5, A, C, J, Z).

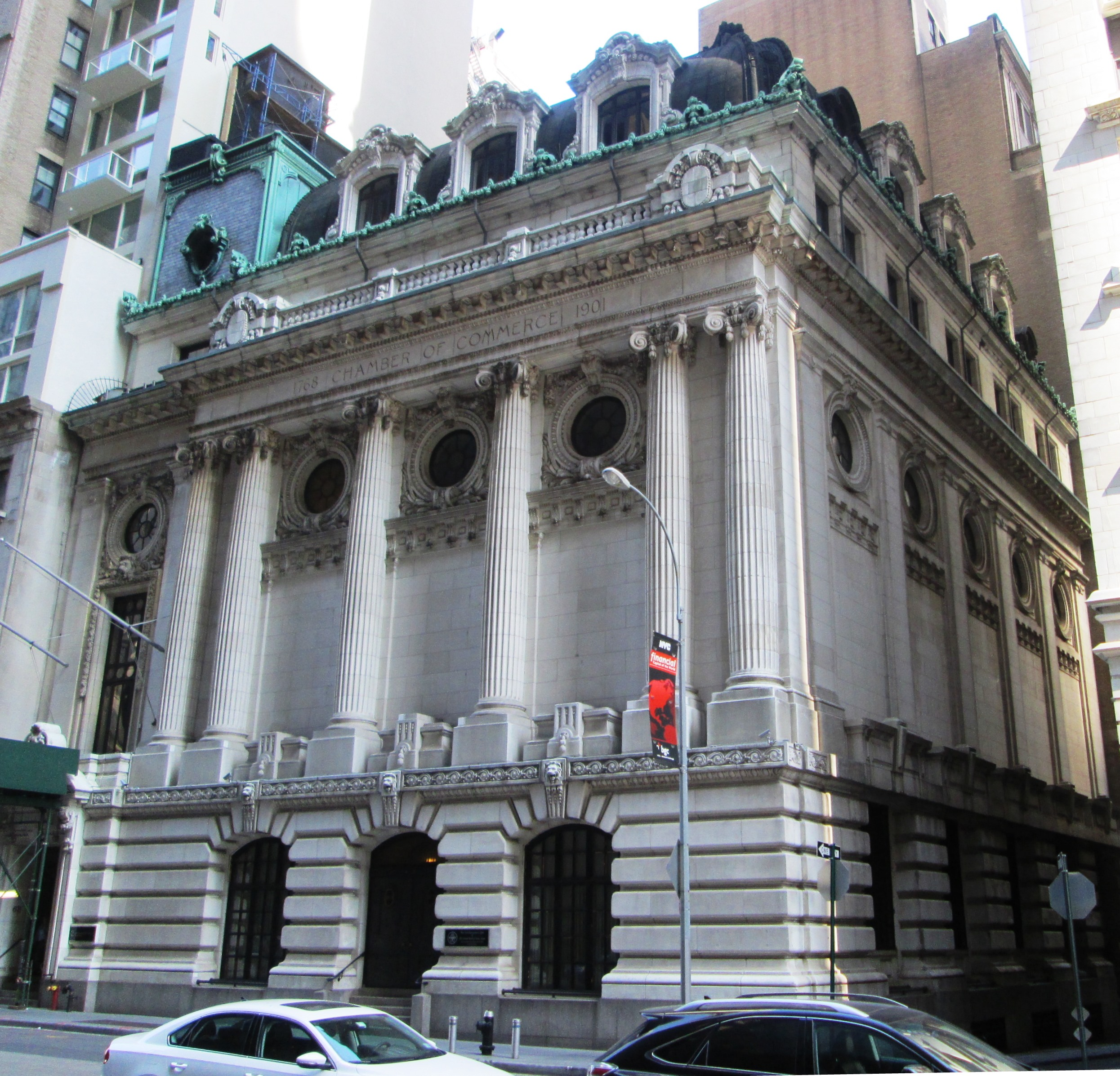
Здание торговой палаты штата Нью-Йорк[англ.]: Либерти-Плейс проходит вдоль правого фасада
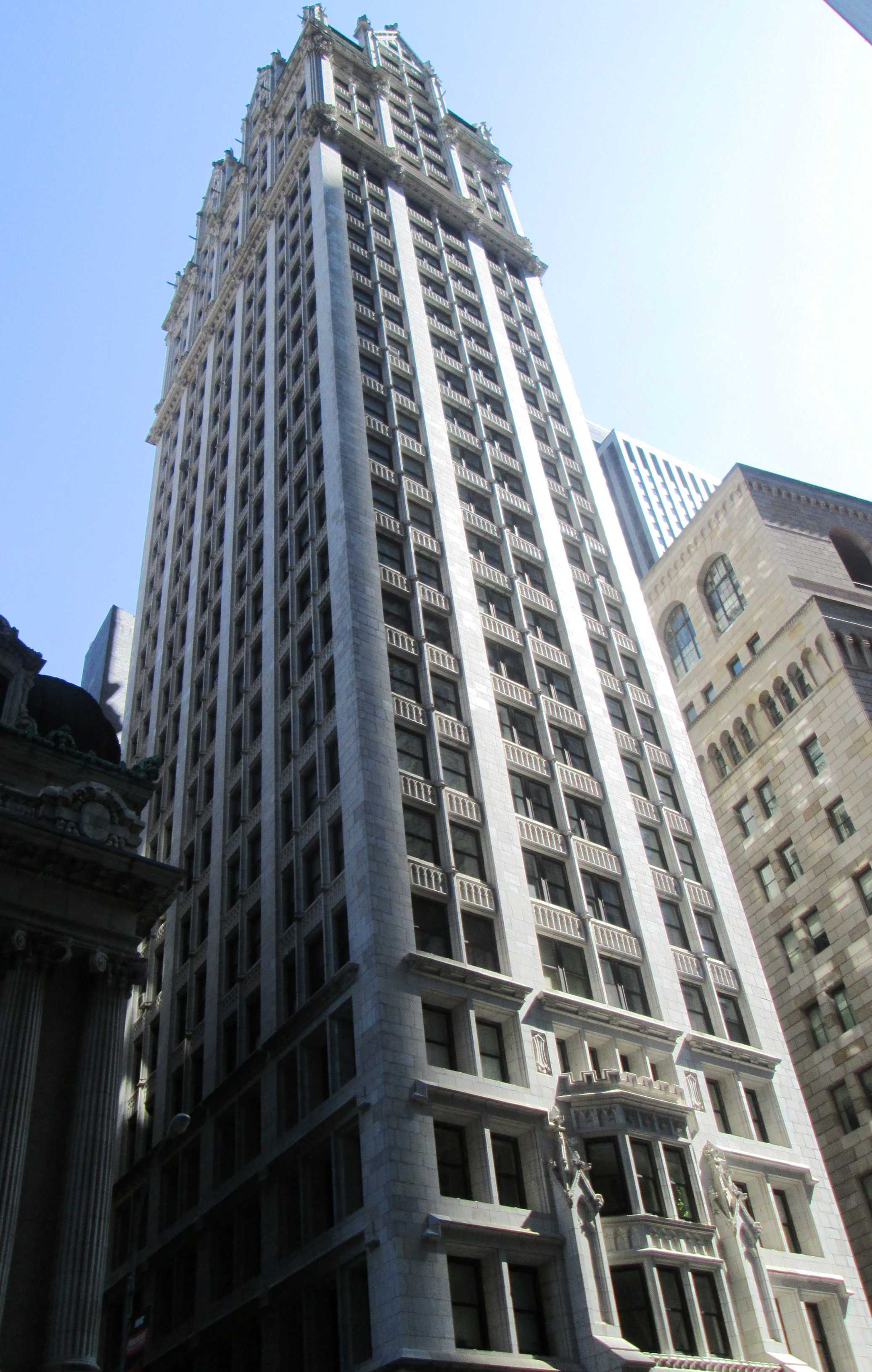
Либерти-Тауэр[англ.]